# Saihódži
Saihódži (japonsky: 西芳寺) je chrám zen buddhistické sekty Rinzai v kjótské čtvrti Nišikjó-ku v Japonsku. Chrám proslavený svou Mechovou zahradou je často nazýván Koke-dera (苔寺) – „Mechový chrám“ a rovněž je znám i jako Kóinzan Saihódži (洪隠山西芳寺). Chrám postavený k uctívání Amitábhy byl založen mnichem Gjóki a později obnoven Musó Sosekim. Od roku 1994 je chrám spolu s několika dalšími památkami v Kjótu zapsán na Seznam světového dědictví UNESCO pod názvem „Památky na starobylé Kjóto“.

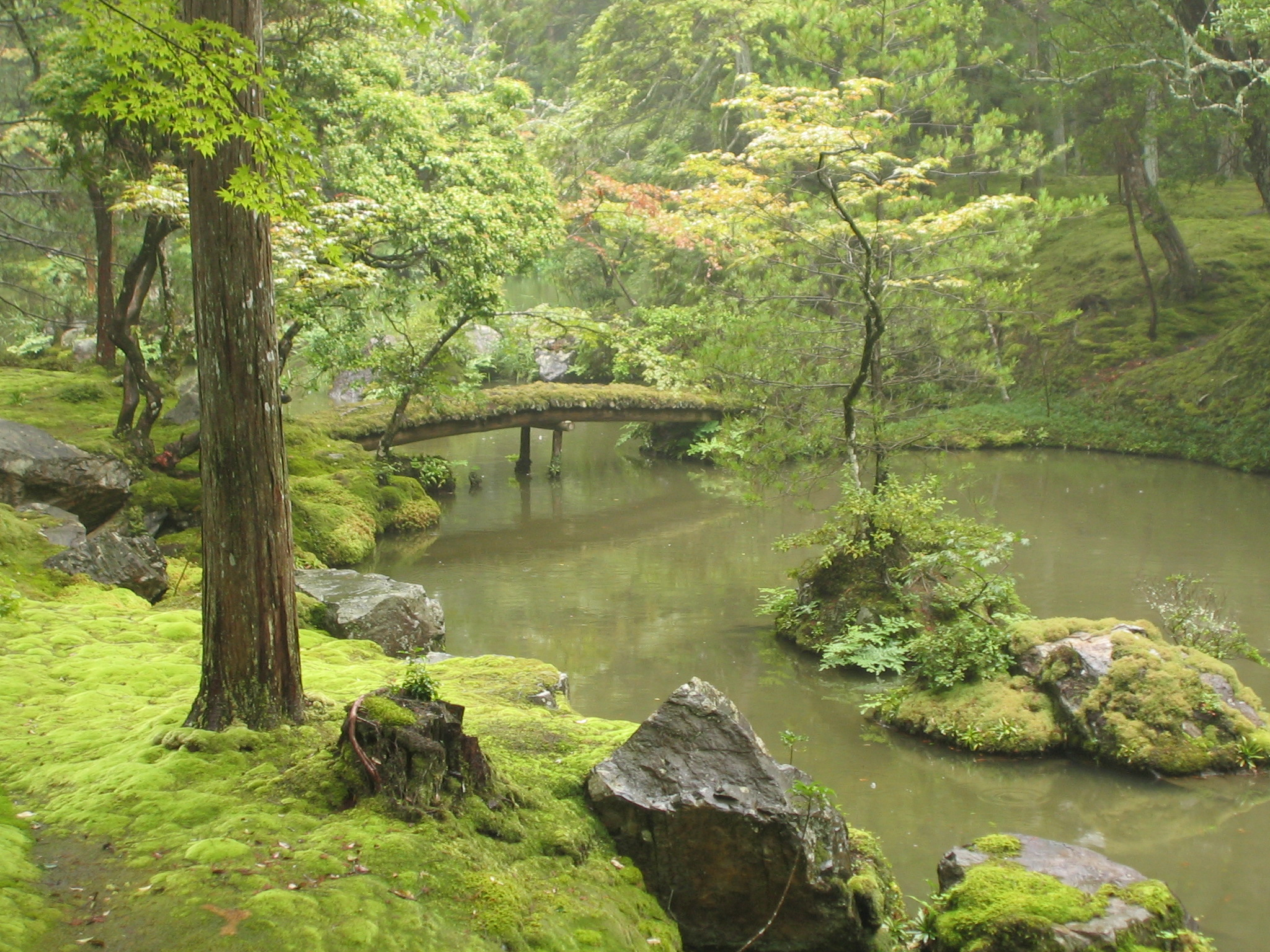
Zlaté jezero uprostřed Mechové zahrady